# Tipula megalodonta
Tipula megalodonta är en tvåvingeart som beskrevs av Alexander 1946. Tipula megalodonta ingår i släktet Tipula och familjen storharkrankar. Inga underarter finns listade i Catalogue of Life.